# Lorenzo Dickmann
Lorenzo Maria Dickmann (Milano, 24 settembre 1996) è un calciatore italiano, difensore del Bari.

## Caratteristiche tecniche
È un terzino, utilizzato principalmente sulla fascia destra, dotato di buona velocità e intelligenza tattica. Può giocare inoltre come esterno di centrocampo, mentre agli inizi della carriera giovanile veniva impiegato come trequartista o seconda punta.

## Carriera

### Club

#### Gli inizi e il Novara
Dickmann inizia a giocare a 7 anni nel Centro Schuster, dove rimane fino alla categoria Allievi. In seguito va a giocare in un'altra squadra milanese, l'Alcione, dove resta un anno, prima di trasferirsi in Piemonte, al Novara.
Nel 2013 viene inserito nella squadra Primavera e nel finale di stagione 2013-2014 trova anche l'esordio in prima squadra, il 13 giugno 2014 nel ritorno della finale play-out, in trasferta contro il Varese, sfida pareggiata per 2-2 che sancisce la retrocessione dei piemontesi in Lega Pro, nella quale gioca il minuto finale. La stagione successiva in Lega Pro debutta il 10 settembre 2014 nel'1-1 esterno nel derby con l'Alessandria entrando all' 86' e contro la stessa squadra, ma nella sfida di ritorno il 23 gennaio 2015, realizza la prima rete in carriera, siglando il 2-1 al 47' che completa la rimonta. Nella prima stagione da componente della prima squadra gioca 29 volte segnando 2 reti, vincendo il girone A di campionato, ottenendo così il ritorno in Serie B, e anche la Supercoppa di Lega Pro, nella quale gioca entrambe le gare contro Salernitana e Teramo.
Nel campionato 2015-2016 viene impiegato spesso in Serie B e il 14 dicembre 2015 trova per la prima volta il gol tra i cadetti, segnando il 4-1 definitivo contro il Trapani in casa, al 90', dopo soli 3 minuti dall'ingresso in campo. Chiude il campionato 8º in classifica, raggiungendo all'ultima giornata i play-off, nei quali si ferma in semifinale.

#### SPAL
Il 28 giugno 2018 passa in prestito, con obbligo di riscatto legato alle prestazioni sportive, alla SPAL, unendosi per la prima volta a una squadra di Serie A. Debutta nella categoria il 4 novembre 2018 nella sconfitta per 4-1 in casa della Lazio all'11ª giornata. Il 1º luglio 2019 viene acquistato a titolo definitivo dal club emiliano.

#### Il prestito al Chievo
A settembre 2019, passa in prestito secco al Chievo. Il 21 dello stesso mese, segna il suo primo gol con i clivensi, realizzando il punto del definitivo 2-2 della rimonta sul Pisa.

#### Il ritorno alla SPAL
Rientrato alla SPAL nell'estate del 2020, lungo gli anni Dickmann si afferma come titolare sulla fascia destra dei biancazzurri, diventando anche vice-capitano di Francesco Vicari nella stagione 2021-2022, per volere dell'allenatore Pep Clotet.
Nel gennaio del 2023, in seguito alla cessione di Salvatore Esposito, diventa il nuovo capitano della formazione ferrarese. Il 27 gennaio seguente, gioca la sua centesima partita con la maglia della SPAL, disputando l'incontro di campionato contro il Cagliari, perso per 2-1.

#### Brescia
Il 31 agosto 2023, Dickmann viene ceduto in prestito con diritto di riscatto al Brescia, in Serie B.
Il 13 gennaio 2024, durante l'incontro di campionato con il Modena, si rende protagonista di un gesto di fair play, rinunciando a un contropiede per consentire allo staff medico avversario di soccorrere l'infortunato Shady Oukhadda. II 17 febbraio, segna la sua prima rete con i lombardi nella partita di campionato pareggiata per 1-1 in casa dell'Ascoli. 
Il 14 giugno 2024, viene ufficialmente riscattato dai lombardi,  per una cifra stimata intorno ai 250 000 euro.
Il 3 luglio 2025 rimane svincolato a seguito del fallimento della società lombarda.

#### Bari
Il 9 luglio seguente firma un contratto biennale con il Bari, in Serie B.

### Nazionale
Nel 2016 il CT della Nazionale Under-20 Evani lo convoca per l'ultima gara del Quattro Nazioni 2015-2016, una trasferta in Polonia, a Stettino, vinta per 3-0 il 23 marzo nella quale gioca gli ultimi due minuti. Gli azzurri vincono il trofeo e Dickmann viene convocato anche per le gare del torneo della stagione successiva, terminando con 3 presenze totali.

## Statistiche

### Presenze e rete nei club
Statistiche aggiornate al 17 agosto 2025.
| Stagione        | Squadra         | Campionato      | Campionato | Campionato | Coppe nazionali | Coppe nazionali | Coppe nazionali | Coppe continentali | Coppe continentali | Coppe continentali | Altre coppe | Altre coppe | Altre coppe | Totale | Totale | Totale |
| Stagione        | Squadra         | Comp            | Pres       | Reti       | Comp            | Pres            | Reti            | Comp               | Pres               | Reti               | Comp        | Pres        | Reti        | Pres   | Reti   |        |
| --------------- | --------------- | --------------- | ---------- | ---------- | --------------- | --------------- | --------------- | ------------------ | ------------------ | ------------------ | ----------- | ----------- | ----------- | ------ | ------ | ------ |
| 2013-2014       | Novara          | B               | 0+1        | 0          | CI              | 0               | 0               | -                  | -                  | -                  | -           | -           | -           | 1      | 0      |        |
| 2014-2015       | Novara          | LP              | 27         | 2          | CI+CI-LP        | 0               | 0               | -                  | -                  | -                  | SL-LP       | 2           | 0           | 29     | 2      |        |
| 2015-2016       | Novara          | B               | 29+2       | 1          | CI              | 1               | 0               | -                  | -                  | -                  | -           | -           | -           | 32     | 1      |        |
| 2016-2017       | Novara          | B               | 34         | 0          | CI              | 0               | 0               | -                  | -                  | -                  | -           | -           | -           | 34     | 0      |        |
| 2017-2018       | Novara          | B               | 29         | 3          | CI              | 0               | 0               | -                  | -                  | -                  | -           | -           | -           | 29     | 3      |        |
| Totale Novara   | Totale Novara   | Totale Novara   | 119+3      | 6          |                 | 1               | 0               |                    | -                  | -                  |             | 2           | 0           | 125    | 6      |        |
| 2018-2019       | SPAL            | A               | 6          | 0          | CI              | 1               | 0               | -                  | -                  | -                  | -           | -           | -           | 7      | 0      |        |
| 2019-2020       | Chievo          | B               | 32+3       | 2          | CI              | 0               | 0               | -                  | -                  | -                  | -           | -           | -           | 35     | 2      |        |
| 2020-2021       | SPAL            | B               | 33         | 1          | CI              | 4               | 1               | -                  | -                  | -                  | -           | -           | -           | 37     | 2      |        |
| 2021-2022       | SPAL            | B               | 32         | 3          | CI              | 1               | 0               | -                  | -                  | -                  |             | -           | -           | 33     | 3      |        |
| 2022-2023       | SPAL            | B               | 36         | 3          | CI              | 2               | 1               | -                  | -                  | -                  | -           | -           | -           | 38     | 4      |        |
| Totale SPAL     | Totale SPAL     | Totale SPAL     | 101        | 7          |                 | 8               | 2               |                    | -                  | -                  |             | -           | -           | 109    | 9      |        |
| 2023-2024       | Brescia         | B               | 36+1       | 1          | -               | -               | -               | -                  | -                  | -                  | -           | -           | -           | 37     | 1      |        |
| 2024-2025       | Brescia         | B               | 36         | 0          | CI              | 2               | 0               | -                  | -                  | -                  | -           | -           | -           | 38     | 0      |        |
| Totale Brescia  | Totale Brescia  | Totale Brescia  | 73         | 1          |                 | 2               | 0               |                    | -                  | -                  |             | -           | -           | 75     | 1      |        |
| 2025-2026       | Bari            | B               | 0          | 0          | CI              | 1               | 0               | -                  | -                  | -                  | -           | -           | -           | 1      | 0      |        |
| Totale carriera | Totale carriera | Totale carriera | 327        | 16         |                 | 12              | 2               |                    | -                  | -                  |             | 2           | 0           | 341    | 18     |        |

### Cronologia presenze e reti in nazionale
| Cronologia completa delle presenze e delle reti in nazionale ― Italia under 21 | Cronologia completa delle presenze e delle reti in nazionale ― Italia under 21 | Cronologia completa delle presenze e delle reti in nazionale ― Italia under 21 | Cronologia completa delle presenze e delle reti in nazionale ― Italia under 21 | Cronologia completa delle presenze e delle reti in nazionale ― Italia under 21 | Cronologia completa delle presenze e delle reti in nazionale ― Italia under 21 | Cronologia completa delle presenze e delle reti in nazionale ― Italia under 21 | Cronologia completa delle presenze e delle reti in nazionale ― Italia under 21 |
| Data                                                                           | Città                                                                          | In casa                                                                        | Risultato                                                                      | Ospiti                                                                         | Competizione                                                                   | Reti                                                                           | Note                                                                           |
| ------------------------------------------------------------------------------ | ------------------------------------------------------------------------------ | ------------------------------------------------------------------------------ | ------------------------------------------------------------------------------ | ------------------------------------------------------------------------------ | ------------------------------------------------------------------------------ | ------------------------------------------------------------------------------ | ------------------------------------------------------------------------------ |
| 14-11-2017                                                                     | Frosinone                                                                      | Italia under 21                                                                | 3 – 2                                                                          | Russia under 21                                                                | Amichevole                                                                     | -                                                                              | 54’                                                                            |
| 22-3-2018                                                                      | Perugia                                                                        | Italia under 21                                                                | 1 – 1                                                                          | Norvegia under 21                                                              | Amichevole                                                                     | -                                                                              | 88’                                                                            |
| 27-3-2018                                                                      | Novi Sad                                                                       | Serbia under 21                                                                | 0 – 1                                                                          | Italia under 21                                                                | Amichevole                                                                     | -                                                                              | 16’ 80’                                                                        |
| Totale                                                                         |                                                                                | Presenze                                                                       | 3                                                                              |                                                                                | Reti                                                                           | 0                                                                              |                                                                                |

## Palmarès

### Club

#### Competizioni nazionali
- Lega Pro: 1

Novara: 2014-2015 (girone A)
- Supercoppa di Lega Pro: 1

Novara: 2015